# .edu
.edu（エデュ、ドットエデュ）とは、スポンサー付きトップレベルドメイン(sTLD)の一つである。「教育」を意味する英語 education に由来し、教育機関に割り当てられることを意図している。2001年以降、このドメインへの新規登録者はアメリカ合衆国に所在する高等教育機関に限定されている。それ以前は米国外や教育機関以外の組織にも割り当てられており、既得権として2001年以降も剥奪されずに保持されている。

## 歴史
.eduは1985年1月にジェネリックトップレベルドメインの一つとして実装された。最初に登録されたのは同年4月で、6つの大学だった。
2001年までは、ネットワーク・ソリューションズが米国商務省との契約に基づいて.eduのレジストラを務めていた。ドメイン登録は教育機関に対しては無料で行われた。2001年、商務省はEducauseと5年間の契約を結び、.eduのレジストラとした。2006年にEducauseとの契約はさらに5年間延長された。当時、Educauseは登録者に対し年間管理料の請求を開始する権限を与えられていた。
.eduは元々世界中の教育機関を対象としていた。ただし、.eduのドメインを取得した機関のほとんどは米国にあり、米国以外の教育機関は通常、国別コードトップレベルドメイン(ccTLD)配下のドメインを使用していた。1993年、ジョン・ポステルの決定により、.eduの新規ドメインの登録は4年制の高等教育機関に限定された。これにより、コミュニティ・カレッジを始めとする4年未満の高等教育機関は新規に.eduドメインを取得することができなくなった。
1990年代のこの制限は、完全に効果的なものではなかった。サンフランシスコの科学博物館であるエクスプロラトリアムは、1990年代に.eduドメインを取得している。当時、.eduドメインを保有していた組織は約600あったが、博物館は1つだけだった。博物館は、当時存在していたドメイン命名規則を回避し、学術機関ではないにもかかわらず.eduドメインを使用することと、12文字を超える名前を使用することができた。1993年以降、いくつかのコミュニティ・カレッジが.eduドメインを取得したと報告されている。1999年、『マザーアースニュース』の記事で、遠隔教育に関する権威が
「70ドルを持っている人なら誰でも、.eduドメインを取得して、インターネット上のあらゆる種類の企業をアーカイブするのに使うことができる」と述べている。
2001年、.eduドメインの取得は、アメリカ合衆国が認定する高等教育機関に限定された。その後の変更により、.eduドメインの取得資格は拡大され、認定されたコミュニティカレッジや大学システム、コミュニティカレッジ地区、および同様の団体による登録が可能になった。
2004年から2011年の間、.eduドメインの登録数は7,000から8,000の間で比較的一定のままであった。

## 取得資格
2001年10月29日以降、米国教育省の"Nationally Recognized Accrediting Agencies"（全国的に認められた認定機関）という一覧に載っている機関から公認された高等教育（中等後教育）を行う学校のみが、.eduドメインの登録を申請する資格を有する。公認を受けるためには、機関が米国内に所在するか、合法的に米国内に組織されるか、あるいは米国の州、地域、連邦機関によって承認されなければならない。大学システムの事務所、コミュニティカレッジ地区の事務所、および認定を受けた複数の高等教育機関を管理および統括するために組織された米国内の他の団体も、.eduドメインを登録することができる。1つの機関が登録できる.eduドメインは1つに制限されているが、他のトップレベルドメインのドメイン名を使用することもできる。

## 既得権
2001年10月29日よりも以前に取得されていた.eduドメインは、既得権として2001年10月29日以降も有効であり、現在の取得基準に関係なく.eduドメイン名を保持できる。アメリカ国内におけるこのような例には、以下のようなものがある。
- モンゴメリー・ブレア高校（英語版）（公立高校） - mbhs.edu
- フィリップス・エクセター・アカデミー（私立中等教育機関） - exeter.edu
- フィリップス・アカデミー・アンドーヴァー（私立中等教育機関） -  andover.edu
- ブルッキングス研究所（調査研究機関） - brookings.edu
- スミソニアン協会（国立博物館） - si.edu
- ゲティ財団（カリフォルニア州ロサンゼルスにある国際文化慈善団体） - getty.edu
- Educause（英語版）（非営利団体、.eduのレジストラ） - educause.edu
- フランクリン研究所（英語版）（ペンシルベニア州フィラデルフィアにある博物館） - fi.edu
- エクスプロラトリアム（カリフォルニア州サンフランシスコの科学館） - exploratorium.edu
- 全米医学アカデミー（全米アカデミーズを構成する学術機関） - iom.edu
- シカゴ美術館（美術館） - artic.edu
- フォルジャー・シェイクスピア図書館（英語版）（ワシントンD.C.にある図書館） - folger.edu
- 宇宙望遠鏡科学研究所（ハッブル宇宙望遠鏡・ジェイムズ・ウェッブ宇宙望遠鏡の運用を行う組織） - stsci.edu
- Psiimond Network Services（民間のWebデザイン会社） - pns.edu

アメリカ国外では、京都情報大学院大学（取得当時は京都コンピュータ学院）が1995年にkcg.eduを取得しており、これは日本の高等教育機関では唯一のものである。この他のアメリカ国外での.eduドメインの使用例には、以下のようなものがある。
- nist.edu（ インド、インド国立科学技術研究所（英語版））
- polytechnique.edu（ フランス、エコール・ポリテクニーク）
- solvay.edu（ ベルギー、ブリュッセル自由大学ソルベー経済・経営学院（英語版））
- uni-pr.edu（ コソボ、プリシュティナ大学（英語版））
- upc.edu（ スペイン、カタルーニャ工科大学）
- uwi.edu（ ジャマイカ・ バルバドス・ トリニダード・トバゴ、西インド諸島大学）

2003年、Educauseは、登録者がレジストリにログインしてwhoisエントリを確認するという要求に応じなかったドメイン名を削除することにより、正しく登録されていないドメイン名の.eduレジストリを排除するイニシアチブを取った。これにより、Educauseは、oracle.edu、geraldine.edu、jedi.eduなど、.eduドメインへの登録に適格でないと思われる多数のドメインを排除することを期待していた。2006年以降、Educauseには、.eduドメイン名の所有権を他の事業体に移転することを防ぐ対策を実施する権限を与えられている。これらの措置は、登録料の徴収とともに、無効または不適格な.eduドメイン名の数を減らすことを目的としていた。
米国教育省は、「疑わしい」または「違法な」教育機関の一部は、2001年に厳格な基準が適用される前に登録された.eduアドレスを引き続き使用していることを指摘している。

## 関連するドメイン
多くの国では、.eduと同じ目的のセカンドレベルドメインとして.eduや.acを運用している（例えば、メキシコは .edu.mx、オーストラリアは .edu.au、イギリスは .ac.uk、sch.uk）。ただし、その適用ルールは国によって異なり、例えばイギリスのセカンドレベルドメイン.ac.ukは、4年制高等教育機関のほか、継続教育カレッジ、博物館、学会、UCAS（Universities & Colleges Admissions Service）にも適用される。また、ドイツでは.acや.eduに相当するセカンドレベルドメインはなく、セカンドレベルドメインの接頭辞で機関の種類を示したり（uni は Universität, fh は Fachhochschule。www.uni-erfurt.deやwww.fh-erfurt.deなど）、いくつかの同じ種別の団体がある場合は、その団体の略称を使用している（例：3つのベルリン大学の場合、www.fu-berlin.de、www.tu-berlin.de、www.hu-berlin.deとなっている）。
米国では、コミュニティカレッジや専門学校(technical and vocational school)のためのドメインとして、州ごとのセカンドレベルドメイン（.州名.us）の下に.ccや.tecを運用している。また、小中学校や学区は州ごとのセカンドレベルドメインの下の.k12ドメインの下に登録される。
2015年9月、認定されていない機関や米国外の機関など、.eduの厳格な基準を満たしていない組織のための.collegeトップレベルドメインが創設された。